# Messschieber

Gebrauch eines Messschiebers, Nonius-Ablesung

Der Messschieber (in Teilen Deutschlands auch Schieblehre oder Kaliber, in Österreich und der Schweiz Schiebelehre oder Schublehre) ist ein Längen-Messgerät.
Auf einer Stange mit in der Regel zwei Messschenkeln lässt sich ein Schieber bewegen, der ebenfalls Messschenkel trägt. Für Außen- oder Innenmessung wird je eins der Messschenkelpaare an einen Körper von außen bzw. an die Wände eines Hohlraums von innen angelegt. Am Schieber befindet sich meistens noch eine Messstange, die z. B. zur Tiefenmessung von nicht durchgehenden Bohrungen verwendet wird.

## Geschichte

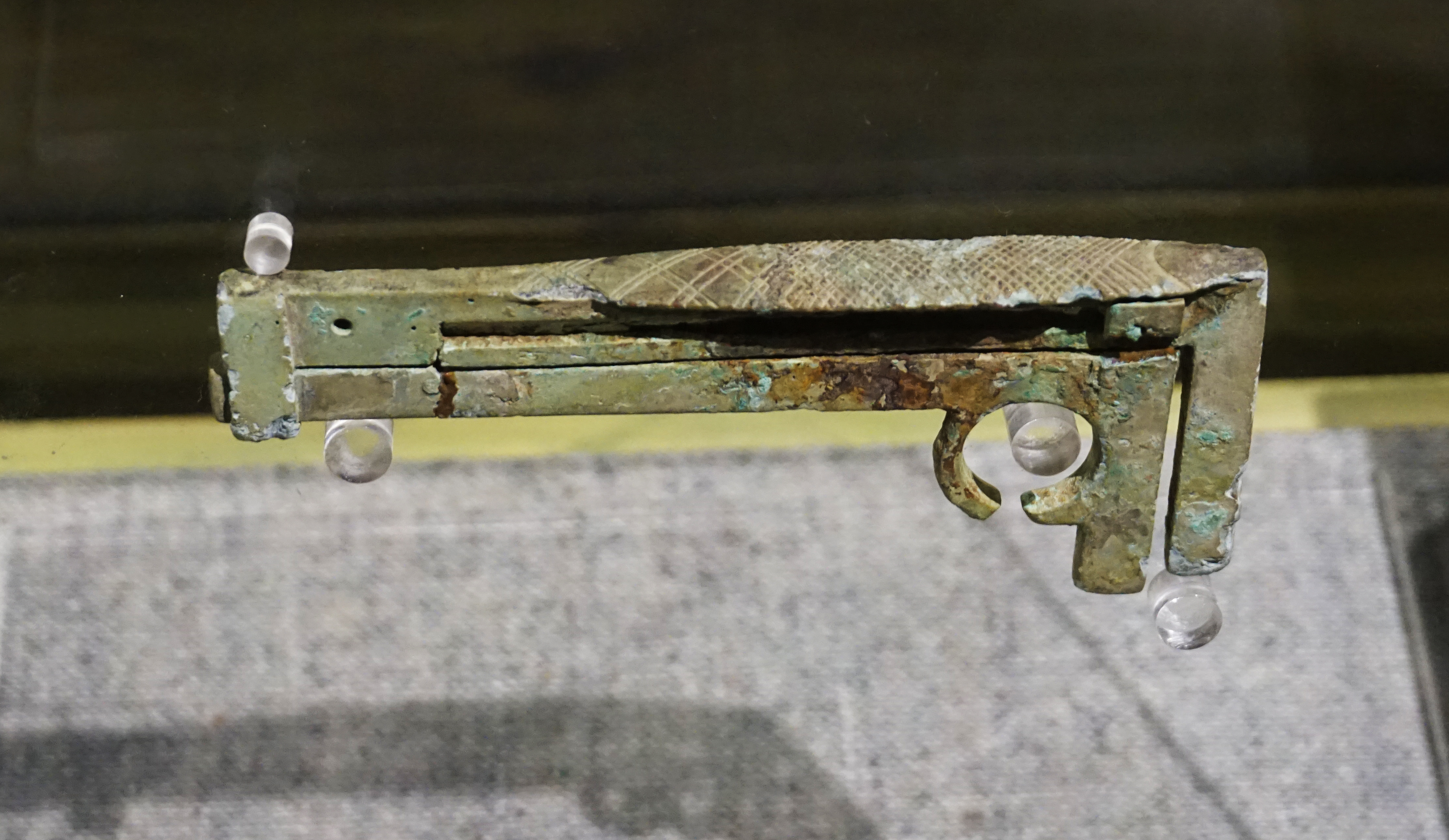
Bronze-Gerät aus der Östlichen Han-Dynastie. (China hatte bereits Kontakte mit den Mittelmeerländern)

Der älteste Fund eines Messschiebers stammt vom griechischen Giglio-Wrack vor der italienischen Küste, der zur Außenmessung diente (heutige Bezeichnung und Verwendung als Messkluppe). Das Schiff sank im 6. Jahrhundert v. Chr. Das Fundstück war aus Holz gefertigt. Messschieber blieben auch später bei den Griechen und Römern in Gebrauch.

## Allgemeines

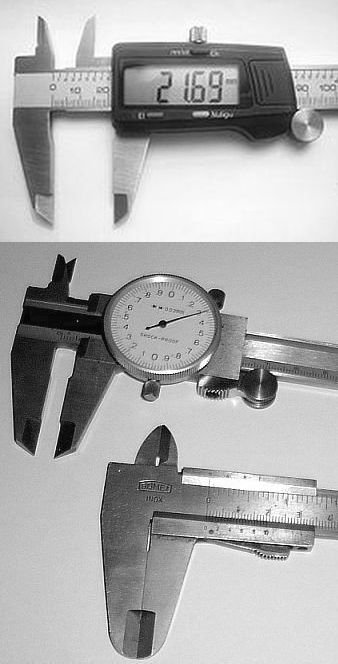
Messschieber mit drei verschiedenen Anzeigemethoden
von oben nach unten:
Digitale Messschieber-, Rundskala- und Nonius-Anzeige

Es gibt verschiedenartige Messschieber: Einfache Messschieber haben zur Steigerung der Ablesegenauigkeit wenigstens einen Nonius. Varianten, bei denen der Messwert auf einer Rundskala angezeigt wird, weisen eine höhere Genauigkeit auf. Seit den 1990er Jahren sind digitale Messschieber mit einer digitalen Ziffernanzeige verfügbar. Diese lassen sich besser und schneller ablesen und machen die Übertragung der Messwerte zu externen Auswerteeinrichtungen möglich.
Messschieber bestehen bevorzugt aus nichtrostendem gehärtetem Stahl, um Korrosion und Abrieb zu mindern und die Maßhaltigkeit dauerhaft zu gewährleisten. Für geringere Anforderungen gibt es Messschieber aus (rostendem) Stahl, Messing oder – meist glasfaserverstärktem – Kunststoff.
Messschieber für den Gebrauch im Maschinen- und Metallbau haben meist auf der Rückseite eine eingravierte oder aufgeklebte Tabelle, auf der den ganzzahligen Gewinde-Nenndurchmessern die Durchmesser der zugehörigen Kernbohrer für die Vorbereitung zum Schneiden von Innengewinden zugeordnet sind.
Bei der Messung von Außen- und Innendurchmessern mit dem Messschieber wird im Gegensatz zur Messschraube das Abbesche Komparatorprinzip nicht eingehalten. Der dadurch bedingte Fehler (Kippfehler erster Ordnung) führt zu einer im Aufbau des Messschiebers begründeten prinzipiell nicht vermeidbaren Messungenauigkeit. Weitere Fehlermöglichkeiten sind Führungsfehler, Anlagefehler an das zu messende Objekt und Verschleiß (Beschädigung, Verschmutzung). Wenn mit der Tiefenmessstange gemessen wird, wird das Abbesche Prinzip nicht verletzt, da Skala und Messstange in einer Flucht liegen. Da die Messstange aber häufig sehr lang und dünn ausgelegt ist, sind auch hier zufällige Messfehler durch Kippen oder Biegen nicht gänzlich zu vermeiden.
Das Messen mit dem Messschieber gehört zu den direkten Messverfahren, da Eingangsgröße und Ausgangsgröße identisch sind (in diesem Fall die Länge).

## Vor- und Nachteile
Vorteile des Messschiebers gegenüber anderen Längen-Messeinrichtungen sind:
- Relativ hohe Messgenauigkeit
- Einfach und schnell zu bedienen
- Robustes und preiswertes Taschenmessgerät

Nachteile sind:
- Die Messunsicherheit ist größer als die Auflösung der Anzeige.
- Die Wiederholgenauigkeit ist schlechter als bei einem Messgerät mit konstanter Messkraft (Messschraube oder Messuhr).

## Bezeichnungen
Die für Deutschland fachlich richtige Bezeichnung für das beschriebene Messzeug ist in DIN 862 geregelt und lautet Messschieber. Eine Lehre ist ein Prüfgerät, mit vorher festgelegtem Maß oder Form. Hat der Messschieber eine Feststellschraube, so kann er auch als einstellbare Lehre verwendet werden. Daher rühren die Bezeichnungen Schieblehre oder Schublehre, unter denen das Gerät häufig nur bekannt ist. Früher wurde umgangssprachlich vor allem in Süddeutschland auch der Begriff „Kaliber“ (englischer Begriff: calliper/caliper) verwendet.

Messschieber mit Nonius-Ablesung

## Typischer Aufbau eines Messschiebers
- Stab mit festen Messschenkeln (schneidenförmig, für Außenmessung (1) auch ebene Teile)
- Beweglicher Schieber mit Gegen-Messschenkeln (extra Stab (3) für Tiefenmessung)
- Messskalen auf dem Stab (metrisch (4), Zoll (5))
- Nonius-Skalen auf dem Schieber (metrisch (6), Zoll (7))
- Druckhebel (8) zum Lösen der mit Federkraft wirkenden Unterbindung der Schieberbewegung, oder Klemmschraube wie oberes Beispielbild

## Gebrauch und Messgenauigkeit eines Messschiebers
Der Messfehler eines Messschiebers liegt etwa zwischen 0,01 mm und 0,2 mm. Er ist abhängig vom Messbereich, der Länge der Messschenkel, dem Verschleiß der Schieberführung und der Benutzung. Eine höhere Auflösung bietet eine Mikrometerschraube. Hier liegt die Grenze bei etwa 1 µm (0,001 mm).
Der prinzipielle Fehler durch das Kippen des Messschiebers (Kippfehler erster Ordnung) um den Winkel {\displaystyle \varphi } und bei Abstand {\displaystyle d} zwischen Messlinie und Tastlinie ist
{\displaystyle \Delta x=d\cdot \tan \varphi }.
Der Ablesepunkt ist um {\displaystyle \Delta x} verschoben.
Um diesen Messfehler (besser die Messtoleranz) möglichst gering zu halten, wird empfohlen, keine ausgeprägte Meßkraft aufzubringen, die Messschenkel nur bis zum Erreichen eines leichten Widerstandes zusammenzuschieben.

## Typen von Messschiebern

### Digitale Messschieber

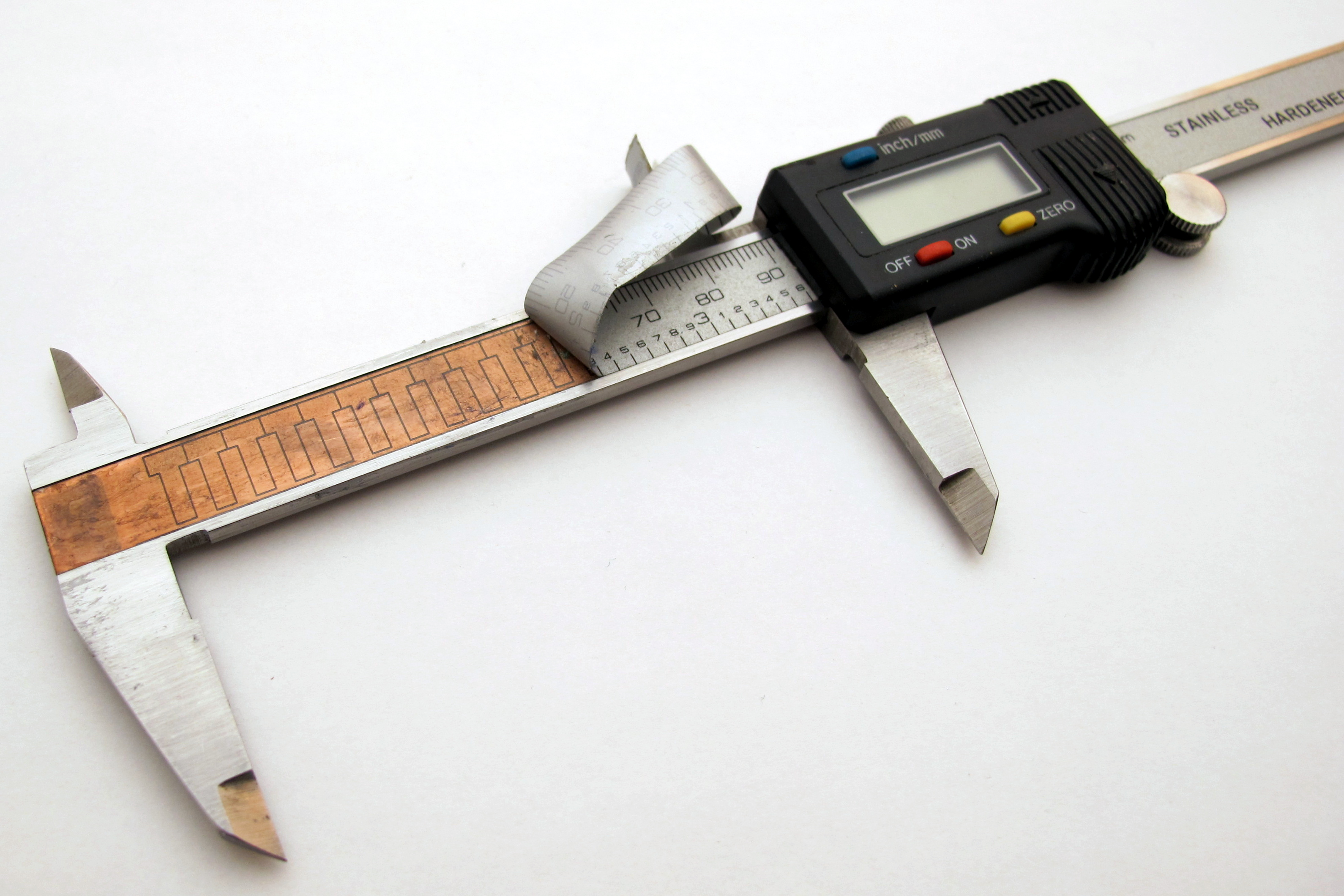
Digitaler Messschieber mit kapazitivem Linearencoder unter der Kunststoffabdeckung

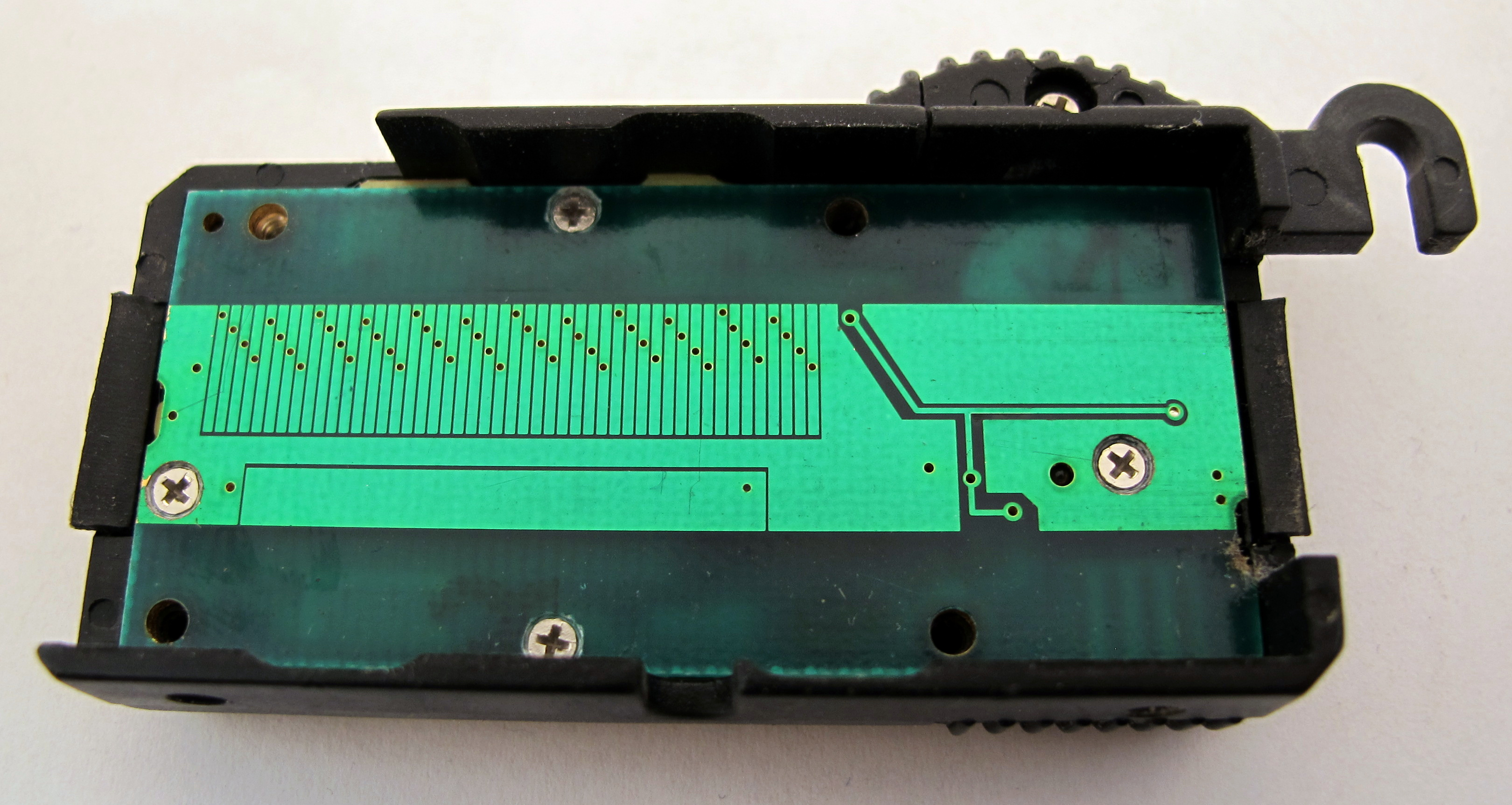
Kapazitive Elektroden unter dem Display am Schieber

Digitale Messschieber ersetzen den analogen Nonius durch eine digitale Anzeigeeinheit, welche neben einer Flüssigkristallanzeige (LCD) für die Ziffernanzeige, verschiedenen Bedienelementen in Form von Drucktastern auch einen Mikroprozessor für Berechnungen und üblicherweise eine Knopfzelle für die Stromversorgung umfasst. Durch die Möglichkeiten, welche die Ziffernanzeige bietet, kann zwischen verschiedenen Einheiten wie metrischer Ausgabe oder der Darstellung in Zoll per Knopfdruck umgeschaltet werden. Die Genauigkeit digitaler Messschieber ist je nach Modell verschieden und liegt bei einer Gesamtlänge von 150 mm zum Beispiel im Bereich von 0,2 mm oder 0,02 mm. Die Auflösung der Anzeige beträgt dabei zum Beispiel 0,1 mm oder 0,01 mm. Der Unterschied ergibt sich unter anderem daraus, dass bei digitalen Instrumenten die letzte Stelle immer um 1 abweichen kann.
Bei längeren Messschiebern nimmt die absolute Genauigkeit ab.
Die Erfassung des Messwertes erfolgt, im Gegensatz zu feinmechanischen Messschiebern mit Zahnstange und Rundskala, mittels Linearencoder. Dieser zur Distanzmessung ausgeführte Sensor kann nach verschiedenen Messprinzipien arbeiten: Bei digitalen Messschiebern sind wegen des geringen Leistungsbedarfs primär kapazitive und in geringeren Ausmaß induktive Linearencoder üblich. Dabei ist ein Teil des Sensors in dem beweglichen Schieber unterhalb der Anzeige angebracht. Der zweite Teil des Sensors ist unveränderlich im Stab, dem sogenannten Stator, unterhalb der Skala angebracht. Wesentliche Arbeiten bei der praktischen Entwicklung von kapazitiven Linearencodern in digitalen Messschiebern gehen auf Arbeiten von Larry K. Baxter et al. aus der Mitte der 1980er Jahre zurück.
In nebenstehenden Abbildungen ist als Beispiel ein digitaler Messschieber mit kapazitiven Linearencoder abgebildet, bei welchem die Kunststoffabdeckung teilweise entfernt ist und die darunterliegende Strukturen des kapazitiven Encoders sichtbar sind. Diese periodisch angeordnete Struktur im Stab stellt elektrische Leiterbahnen dar, die im Prinzip Platten von Kondensatoren bilden. Durch gegenüberliegend angebrachte Metallstreifen, welche sich unterhalb der LC-Anzeige im Schieber befinden und in zweiter Abbildung dargestellt sind, erfolgt eine Anspeisung mit mehreren, verschiedenartigen pulsweitenmodulierten Rechtecksignalen, welche von der Elektronik des Messschiebers gebildet werden. Je nach Position des Schiebers ergeben sich durch die unterschiedlichen kapazitiven Kopplungen der geometrischen Anordnung verschiedenartige Signalverläufe an der Empfangselektrode, die ebenfalls unterhalb der LCD-Anzeige angebracht ist. Mittels einer digitalen Signalverarbeitung kann daraus die genaue Position des Schiebers ermittelt und angezeigt werden.
Bei den Verfahren und eingesetzten Linearencodern gibt es verschiedene Methoden und Realisierungsarten. Grob lassen sich die verwendeten Linearencoder bei digitalen Messschiebern neben dem physikalischen Prinzip kapazitiv und induktiv in relative und absolute Encoder einteilen. Bei relativen Linearencodern ist vor einer Messung eine Einstellung des Nullpunktes über einen Taster nötig. Die Öffnungsweite wird dann durch einen Zähler in der Elektronik relativ zu diesem Nullpunkt ermittelt. Durch den nur geringen Energieverbrauch der Elektronik, bedingt durch die eingesetzte CMOS-Schaltungstechnik, ist ein solcher Nullpunktabgleich unter Umständen auch nur nach dem Einlegen einer neuen Batterie in das Messinstrument nötig. Bei den absoluten Linearencodern ist die Positionsinformation in der Art der Anordnung der Strukturen im Encoder festgelegt, eine Nullpunkteinstellung ist nicht nötig. Je nach Modell bieten manche digitale Messschieber auch per Tastendruck eine Haltefunktion der Anzeige an, bei der ein aktueller Messwert in der Anzeige für das spätere Ablesen eingefroren werden kann.
Oft weisen digitale Messschieber eine serielle Datenschnittstelle auf, welche als RS-232-Schnittstelle ausgeführt sein kann, die den automatischen Abgriff der Messdaten für die externe Speicherung oder Anzeige der Messwerte an größeren, externen Anzeigen erlaubt.

### Weitere Varianten
- Kluppe (Messschieber für die Durchmessermessung von Baumstämmen in der Forstwirtschaft)
- Knopfmaß
- Taschen-Messschieber mit Linearskala und Nonius
- Prismen-Meßschieber mit prismatischen Führungen und erhöhter Ablesegenauigkeit (0,02 mm statt 0,05 mm) durch Skalen in einer Ebene, dadurch Vermeiden des Parallaxefehlers
- Werkstatt-Messschieber mit Linearskala und Nonius
- Taschen-Messschieber mit Rundskala (Uhren-Messschieber)
- Werkstatt-Messschieber mit Rundskala (Uhren-Messschieber)
- Präzisions-Messschieber für Zahnrad-Zähne
- Spezial-Messschieber wie Nuten-Messschieber, Dreipunkt-Messschieber usw.
- Tiefenmessschieber (Standard-Messschieber mit integrierter Messbrücke ohne Messschneiden)
- Höhenmessschieber (Messen der Höhe einer Objektfläche über Messtisch-Ebene)